# Cầu Lệ Bắc
Cầu Lệ Bắc là một cây cầu bắc qua sông Ba trên Quốc lộ 25 tại huyện Krông Pa, tỉnh Gia Lai, Việt Nam.
Đây là cây cầu dài nhất Tây Nguyên hiện nay, với chiều dài hơn 433 m.

## Vị trí
Cầu có lý trình tại Km 99+161 Quốc lộ 25, nối liền hai xã Ia RSươm và Chư Rcăm thuộc huyện Krông Pa.

## Lịch sử
Cầu Lệ Bắc trước đây còn có tên là cầu Ơi Nu, được thực dân Pháp xây dựng cùng với tuyến đường 7 (nay là Quốc lộ 25) vào đầu thế kỷ XX. Vào tháng 3 năm 1975, cầu bị đánh sập. Sau khi miền Nam được giải phóng, UBND tỉnh Gia Lai - Kon Tum quyết định sửa chữa, phục hồi cầu. Tuy nhiên, sau đó cầu lại hai lần bị sập nhịp vào năm 1989 và năm 1995. Trước thực trạng này, Bộ Giao thông vận tải quyết định đầu tư xây dựng cây cầu mới.
Năm 1997, cầu Lệ Bắc mới nằm về phía thượng lưu cầu cũ được khởi công xây dựng. Cầu có chiều dài 433,2 m, chiều rộng 9,5 m, đáp ứng hai làn xe lưu thông, chính thức được đưa vào sử dụng từ tháng 9 năm 1998.
Sau khi cầu mới được đưa vào sử dụng, cầu Lệ Bắc cũ được tháo dỡ. Một phần thân cầu được chuyển đến Quảng Trị để phục chế cầu Hiền Lương, phần còn lại được di dời về lắp đặt tại cầu Bung (nối liền hai xã Ia RMok và Phú Cần, huyện Krông Pa).